# Трохотрон

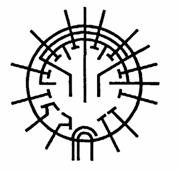
Обозначение бинарного трохотрона, согласно ГОСТ 2.731-81

Трохотрон — электронно-лучевой переключатель, использующий движение электронов по трохоиде в скрещенных электрическом и магнитном полях. Назначение: при помощи трохотронов возможно осуществлять счет импульсов (от единиц до 105 Гц), измерение промежутков времени длительностью от единиц микросекунд до нескольких минут, коммутацию электрических цепей, генерирование импульсов, импульсную модуляцию и демодуляцию и т. п.
Существует несколько типов трохотронов: линейный, бинарный, кольцевой, двумерный.